# İsmet İnönü
Mustafa İsmet İnönü (24. září 1884, İzmir – 25. prosince 1973, Ankara) byl turecký politik a voják; po smrti Mustafy Kemala Atatürka byl mezi lety 1938 a 1950 druhým tureckým prezidentem.
Narodil se ve Smyrně. Zúčastnil se balkánských válek jako důstojník. Sloužil v první světové válce. Po světové válce odešel do Anatolie kde se připojil k tureckému národnímu hnutí. V letech 1920 až 1921 byl náčelníkem generálního štábu. Později v roce 1923 se stal předsedou vlády. Po smrti Kemala Atatürka roku 1938 se stal tureckým prezidentem. Byl představitelem kemalovské strany Cumhuriyet Halk Partisi (Republikánské lidové strany). Zemřel v roce 1973 v Ankaře.